# Nóvaya Derevnia (San Petersburgo)

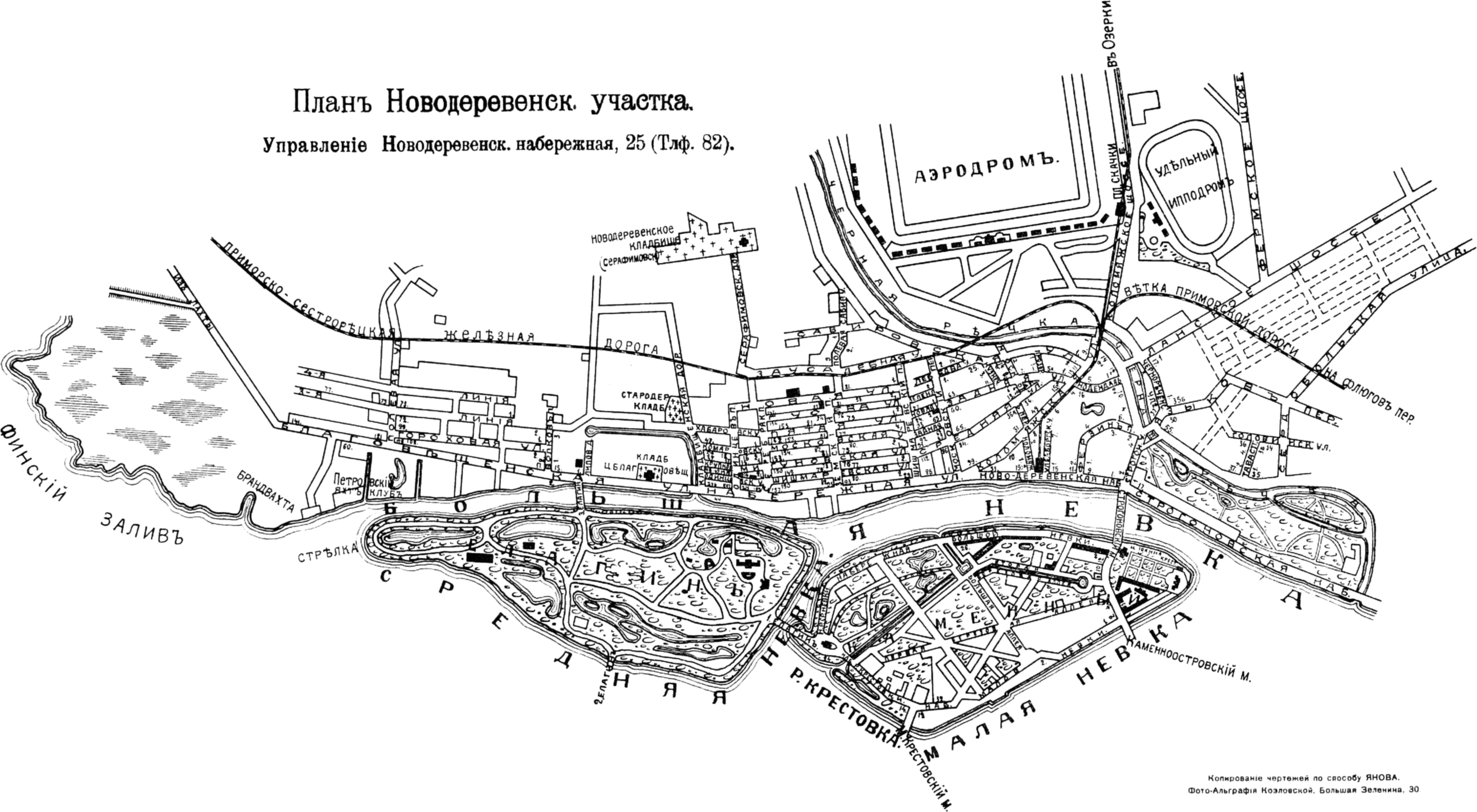
Mapa del distrito de Nóvaya Derevnia en 1913, guía Ves Peterburg.

Nóvaya Derevnia (en ruso: Но́вая Дере́вня, en finés: Mantere) es un barrio histórico de San Petersburgo en la orilla derecha del Gran Nevka, frente a la isla Kámenni (distrito Primorski). Hasta 1917 se enmarcaba en el distrito suburbano Novoderevianski de la ciudad, junto a Stáraya Derevnia y Kolomiagui.

## Historia

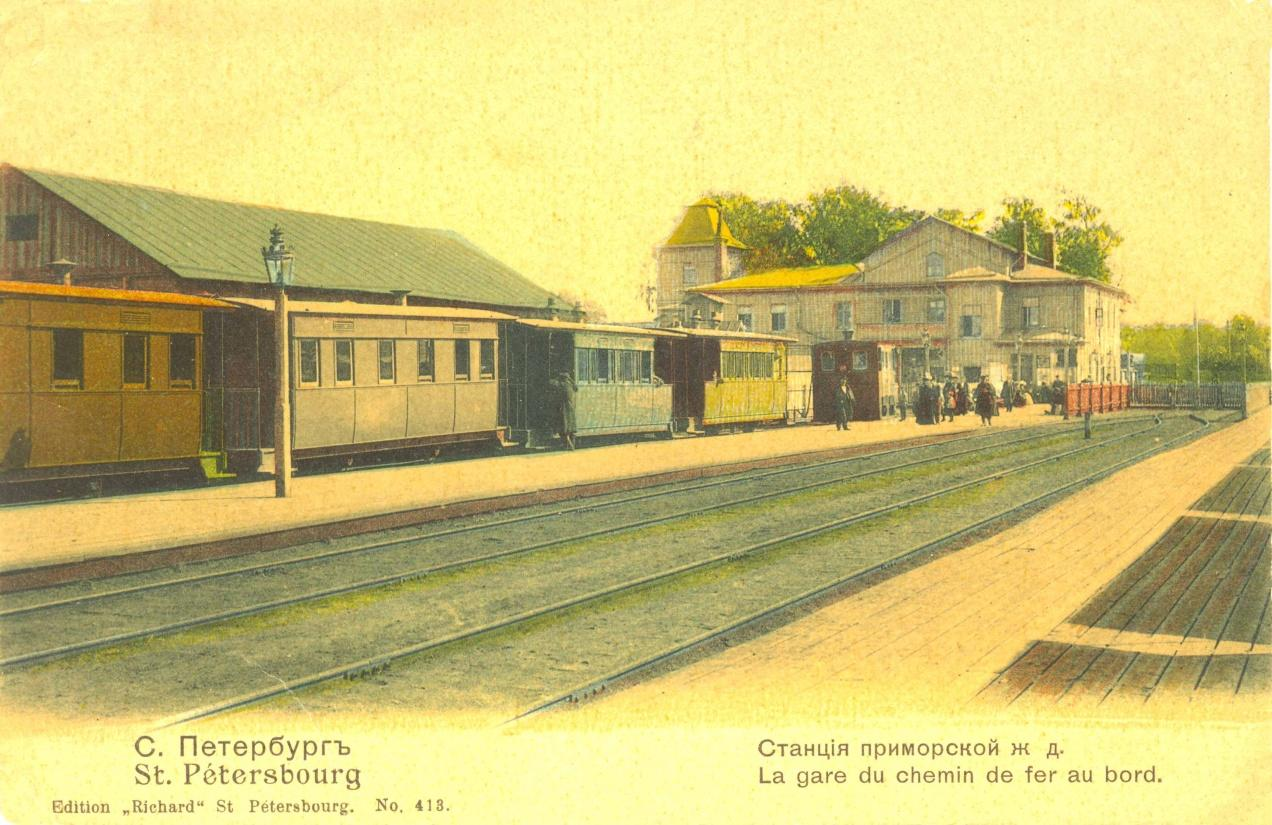
Ilustración de la estación Primorski del ferrocarril Primórskaya a principios del.

Nóvaya Derevnia surgió a mediados del siglo XVIII como un asentamiento de siervos del conde Bestúzhev-Riumin, que fueron reasentados en San Petersburgo desde Malorosiya con la intención de que contruyeran un palacio y un parque en la isla Kámenni. Se llamó Nóvaya Derevnia ("Nueva Aldea") en relación con Stáraya Derevnia ("Vieja Aldea"), situada al oeste, frente a la isla Yelaguin.
Tras Bestúzhev-Riumin, la hacienda pasaría a su sobrino, el príncipe Alekséi Volkonski. En 1789, la hija soltera de Volkonski, Anna Alekséyevna vendería la hacienda (que incluía Stáraya Derevnia y Kolomiagui al hijo de Sava Yákovlev, Serguéi Sávich.
De acuerdo a las estadísticas de economía del uyezd de San Petersburgo, en Nóvaya Derevnia se hallaba la finca Kin-Grust, de 254 desiátinas que pertenecía a la viuda del Consejero de Estado Activo A. A. Durásov. La viuda alquilaba los jardines y campos, las áreas de pesca y caza, disponiendo para ello de una cabaña de caza y ocho dachas. Otras fincas pertenecían al noble N. A Odintsov (106 desiátinas) y al asesor de Colegio I. N. Sabir (17 desiátinas). Estas fincas se adquirieron antes de 1868.
Junto a la localidad, en el dique de Nóvaya Derevnia se edificó la estación Primorski del ferrocarril Primórskaya. En la segunda mitad del siglo XIX se establecieron aquí los jardines Arkadia y Livadia, propiedad del cantante de ópera Iósif Setov y Kin-Grust, propiedad del emprendedor Mijaíl Lentovski a principio de la década de 1870. La familia de los príncipes Beloselski-Belozerski adquirió en 1881 un terreno sin edificar de 17 desiátinas que pusieron a disposición de los campesinos locales con el derecho a cazar en sus tierras.
En 1910, se construyó el primer aeródromo privado del Imperio ruso (el aeródromo del Cuerpo y el aeródromo de Gátchina pertenecían al departamento militar) al oeste del Hipódromo Udelni, así como la línea Ozerkovski del ferrocarril Primórskaya. Para reunir los fondos para la construcción del campo de aviación se creó la asociación Krylia, nombre con el que es a menudo conocido el aeródromo en las fuentes. En el aeródromo se celebraban espectáculos aeronáuticos y se probaron varios tipos de aeroplanos, de fabricación rusa y extranjera. Desde aquí partió el primer vuelo a Kronstadt del aviador G. V. Piotrovski. Ese mismo año, los aviadores Lev Matsiévich y Mijaíl Yefímov llevaron a cabo los primeros vuelos nocturnos. En septiembre se celebró el 1er Festival Panruso de Areonáutica, en el que tuvo lugar el primer desastre de la aeronáutica rusa, falleciendo el capitán Matsiévich. En 1912 se erigiría una lápida memorial en el lugar de su muerte diseñada por Iván Fomín.
Actualmente, en la localidad se halla la estación Nóvaya Derevnia del ramal de Sestroretsk del ferrocarril de Oktiabrskaya.